# Crasville (Manche)
Crasville is een gemeente in het Franse departement Manche (regio Normandië) en telt 255 inwoners (1999). De plaats maakt deel uit van het arrondissement Cherbourg.
In de Tweede Wereldoorlog werd bij het dorp Crasville door de Duitse Organisation Todt een kustbatterij aangelegd, die deel uitmaakte van de door Duitsland aangelegde Atlantikwall.

## Geografie
De oppervlakte van Crasville bedraagt 7,2 km², de bevolkingsdichtheid is 35,4 inwoners per km².
De onderstaande kaart toont de ligging van Crasville (Manche) met de belangrijkste infrastructuur en aangrenzende gemeenten.

## Demografie
Onderstaande figuur toont het verloop van het inwonertal (bron: INSEE-tellingen).

## Galerij

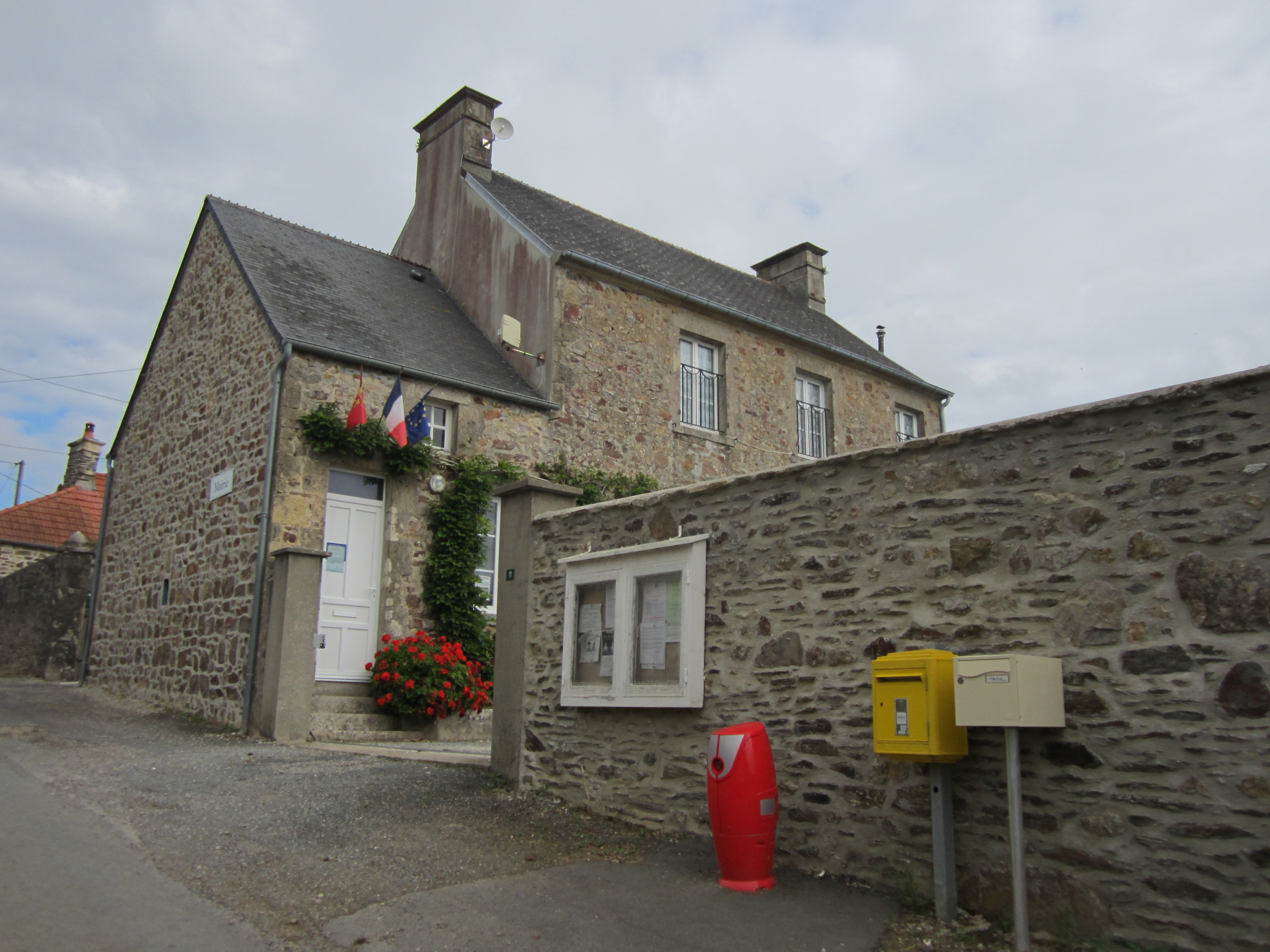
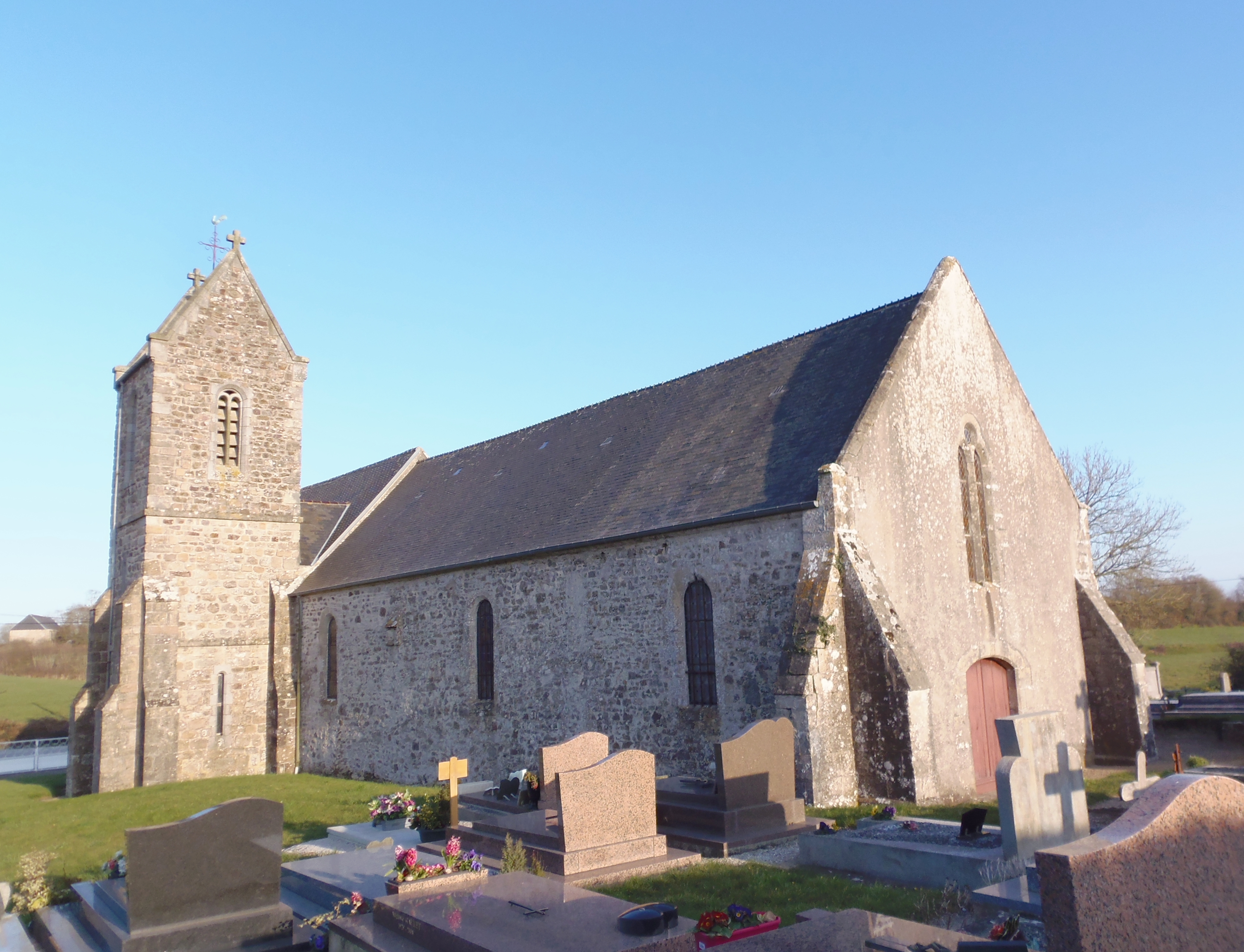
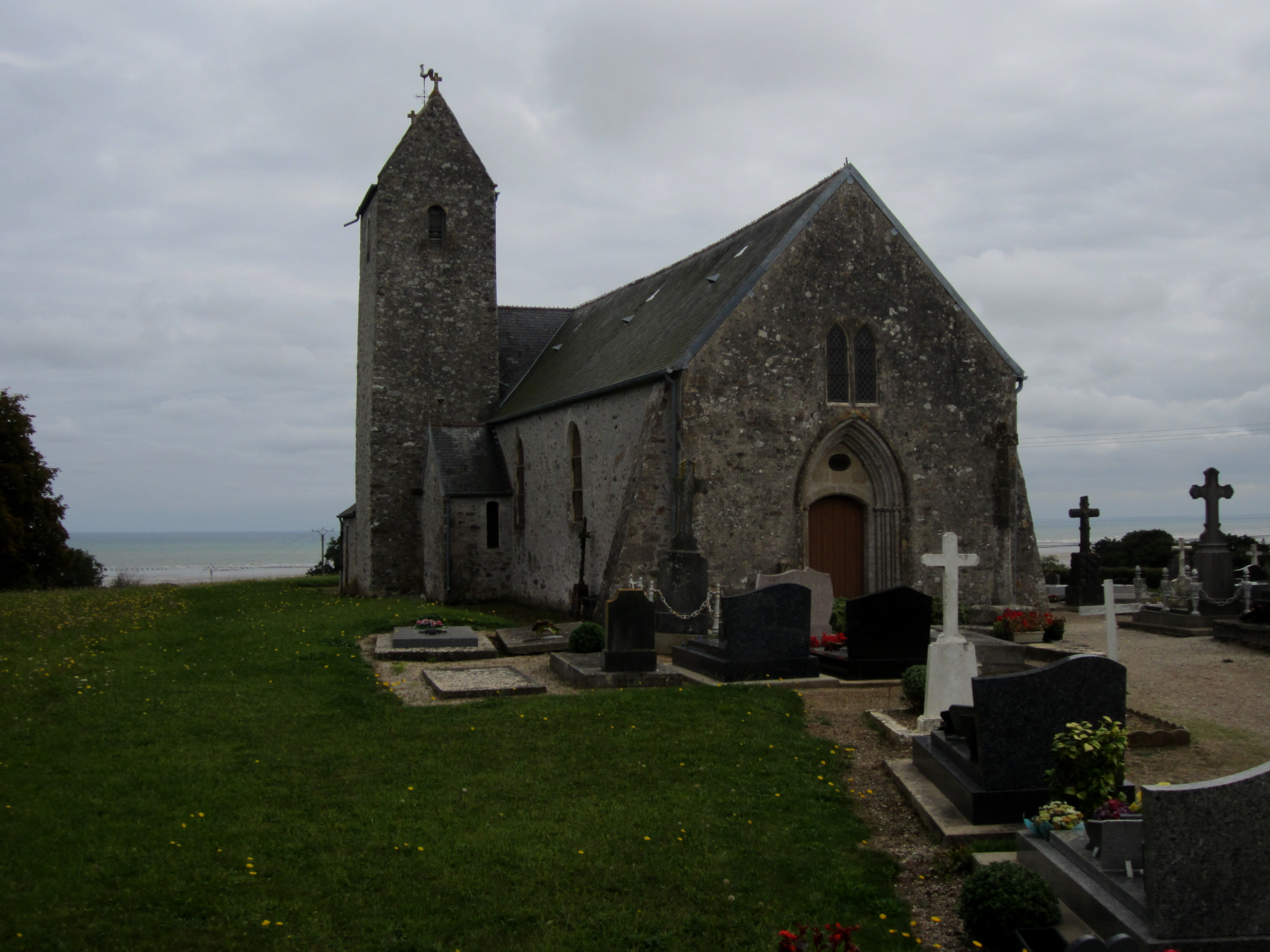
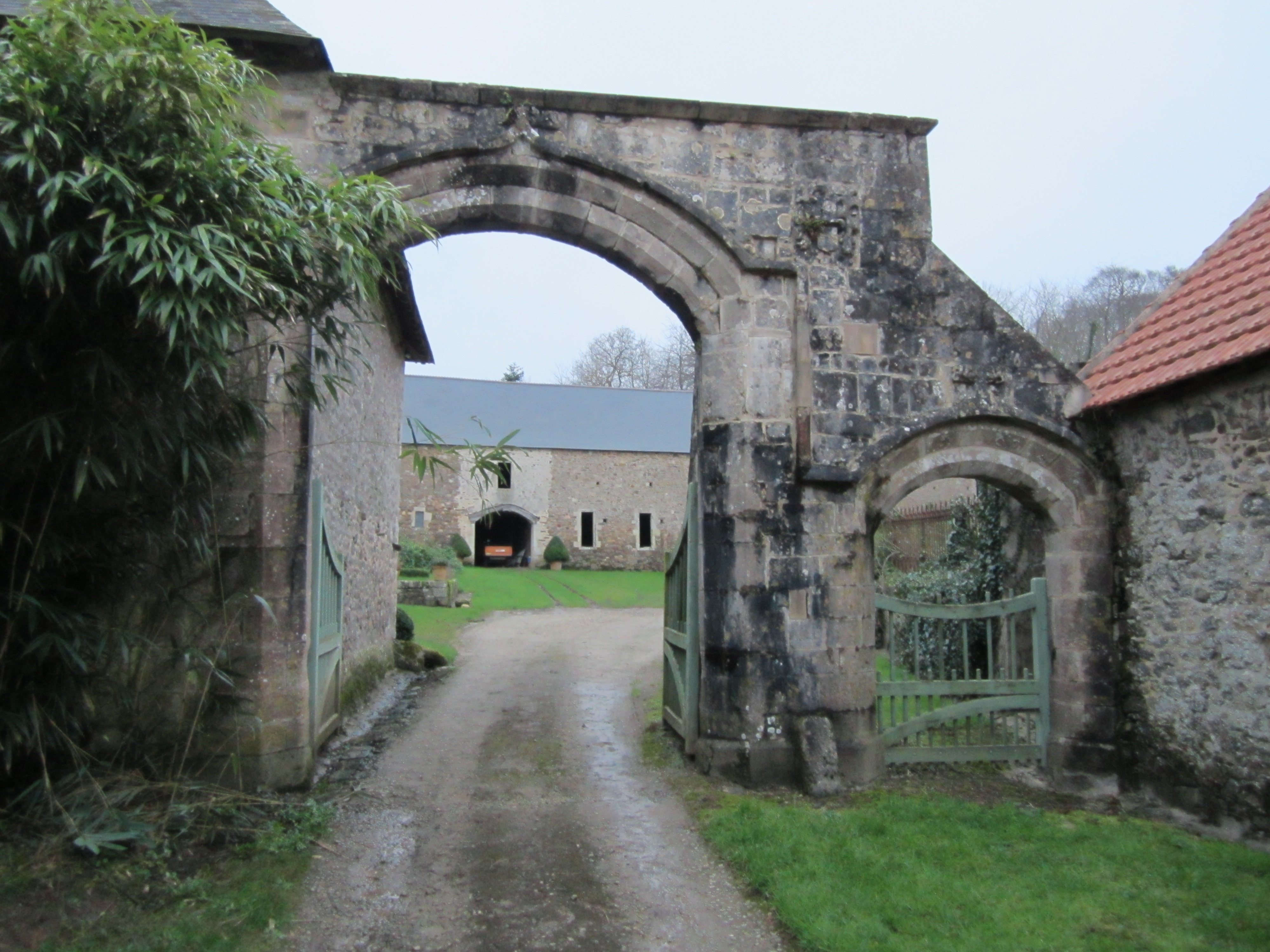